# Лаванда широколистная
Лаванда широколистная, лаванда аспик, лаванда итальянская (лат. Lavandula latifolia) — растение рода Лаванда из семейства Яснотковые.

## Синонимы
- Lavandula spica subsp. latifolia Bonnier & Layens [1894]
- Lavandula latifolia var. tomentosa Briq. [1895]
- Lavandula latifolia var. erigens (Jord. & Fourr.) Rouy [1909]
- Lavandula interrupta Jord. & Fourr. [1868]
- Lavandula inclinans Jord. & Fourr. [1868]
- Lavandula guinandii Gand. [1875]
- Lavandula erigens Jord. & Fourr. [1868]
- Lavandula decipiens Gand. [1875]
- Lavandula cladophora Gand.[2]

## Ботаническое описание

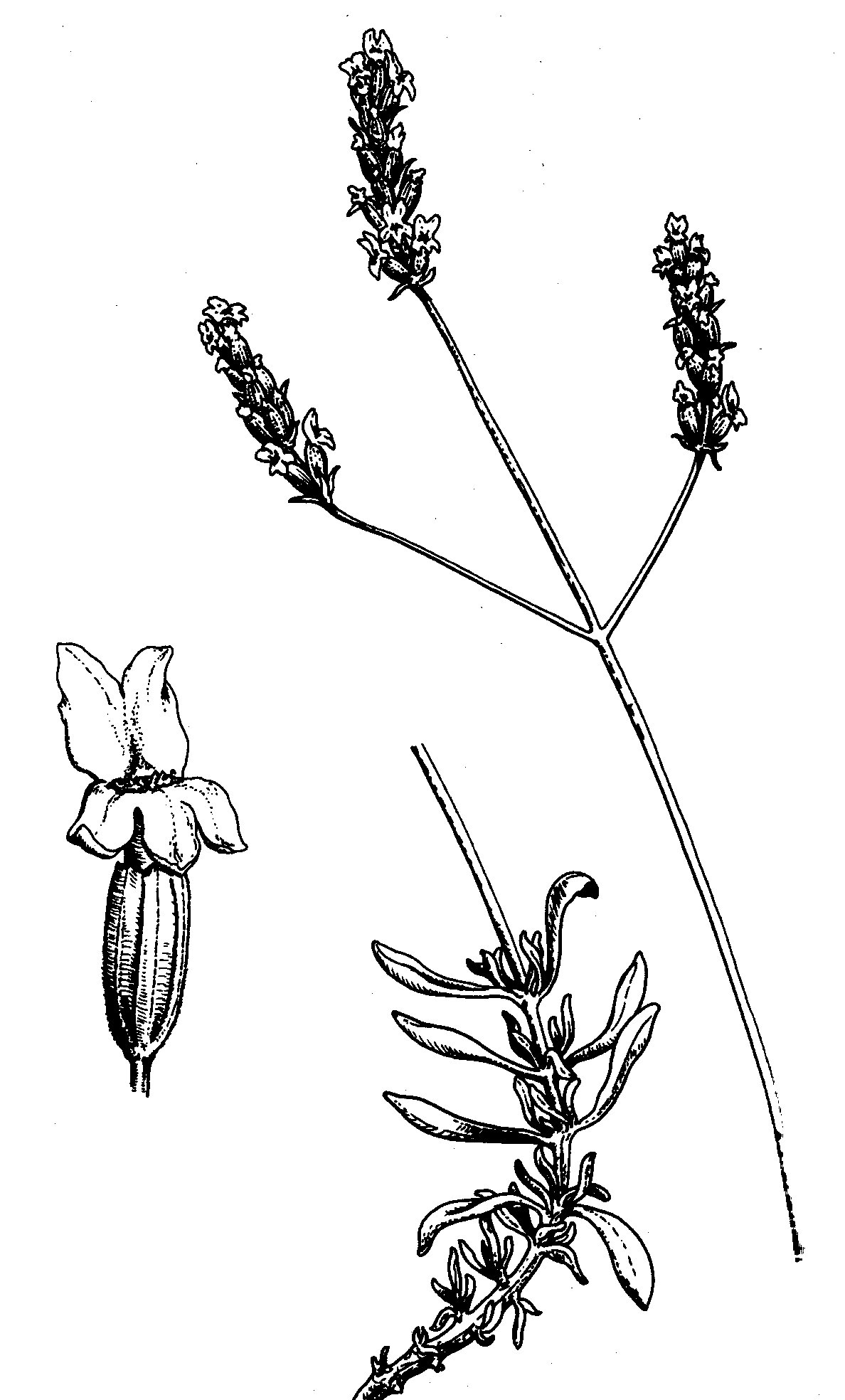
Строение лаванды широколистной (Иллюстрация из книги «Fleurs plantes et fruits». 1903)

Лаванда широколистная — ароматный вечнозелёный кустарник. Высота растения до одного метра.
Листья ланцетовидные, от 3 до 6 см длиной и от 5 до 8 мм шириной.
Цветки растения серо-голубого цвета.

## Распространение
В естественном виде лаванда широколистная встречается в горных районах на юге Франции, в Испании, а также в Северной Африке, Италии, бывшей Югославии и в восточных районах Средиземноморья.

## Лечебные свойства растения
Лаванда широколистная имеет лечебные свойства. Эфирное масло растения обладает антибактериальным, антисептическим, спазмолитическим и ветрогонным действием. Оно также может использоваться в ароматерапии.